# Liste der Naturdenkmale in Rosenberg (Württemberg)
| Naturdenkmale | Anzahl |
| ------------- | ------ |
| FND           | 2      |
| END           | 8      |
| Gesamt        | 10     |

Die Liste der Naturdenkmale in Rosenberg nennt die verordneten Naturdenkmale (ND) der im baden-württembergischen Ostalbkreis liegenden Gemeinde Rosenberg. In Rosenberg gibt es insgesamt zehn als Naturdenkmal geschützte Objekte, davon zwei flächenhafte Naturdenkmale (FND) und acht Einzelgebilde-Naturdenkmale (END).
Stand: 1. November 2016.

## Flächenhafte Naturdenkmale (FND)
| Name                         | Bild | Kennung     | Einzelheiten | Position | Fläche Hektar | Datum |
| ---------------------------- | ---- | ----------- | ------------ | -------- | ------------- | ----- |
| Feuchtgebiet beim Farbhäusle | BW   | 81360600010 | Rosenberg    | ⊙        | 0,6           |       |
| Hochbrunnen am Stadelbach    | BW   | 81360600004 | Rosenberg    | ⊙        | 0,2           |       |
| Legende für Naturdenkmal     |      |             |              |          |               |       |

## Einzelgebilde (END)
| Name                                    | Bild | Kennung     | Einzelheiten | Position | Fläche Hektar | Datum |
| --------------------------------------- | ---- | ----------- | ------------ | -------- | ------------- | ----- |
| Harfe im Dürren Wald                    | BW   | 81360600002 | Rosenberg    | ⊙        | 0,0           |       |
| Karl-Olga-Linde                         | BW   | 81360600003 | Rosenberg    | ⊙        | 0,0           |       |
| 1 Eiche bei Willa                       | BW   | 81360600009 | Rosenberg    | ⊙        | 0,0           |       |
| 1 Linde an der Straße Hohenberg-Zumholz | BW   | 81360600005 | Rosenberg    | ⊙        | 0,0           |       |
| 1 Linde auf dem Hohenberg               |      | 81360600001 | Rosenberg    | ⊙        | 0,0           |       |
| 1 Linde in Hütten                       |      | 81360600006 | Rosenberg    | ???      | 0,0           |       |
| 1 Linde in Rosenberg                    | BW   | 81360600008 | Rosenberg    | ⊙        | 0,0           |       |
| 2 Linden am Ortsausgang Hütten          | BW   | 81360600007 | Rosenberg    | ⊙        | 0,0           |       |
| Legende für Naturdenkmal                |      |             |              |          |               |       |